# Klubi Futbollit Laçi
El K. F. Laçi es un club de fútbol de Albania de la localidad de Laç en el municipio de Kurbin, condado de Lezhë. Fue fundado en 1960 y juega en la Kategoria e Parë.

## Historia
El equipo fue fundado en 1960 bajo el nombre Industriali Laç. El nombre se cambió a K. S. Laçi en 1991 cuando el equipo participó por primera vez en la Superliga de Albania, aunque en 1997 el nombre fue cambiado finalmente al actual K. F. Laçi. El primer trofeo ganado por el equipo fue la Kategoria e Parë 2008/09.
Altin Cuko es el único jugador del KF Laçi que ganó la Bota de Oro de la Superliga de Albania jugando con el equipo. Fue premiado en la temporada 1995/96, en la que el KF Laçi acabó en 12.º puesto de 18. Cuko había marcado 5 goles con el KS Tomori Berat antes de ser traspasado al KF Laçi en enero de 1996, donde marcó otros 16 goles que le permitieron ganar la Bota de Oro con un total de 21 goles en la temporada completa con el Tomori y el Laçi.

### Entrenadores
El equipó nombró entrenador a Stavri Nica el 7 de julio de 2006, al principio de la temporada de la Kategoria Superiore 2006/07. El presidente del equipo Pashk Laska presentó al entrenador en el Estadio Laçi frente a un gran número de aficionados. Nica llevó al equipo a la parte alta de la tabla de Albania y consiguió el ascenso a la Kategoria Superiore en la temporada 2008/09. El Laçi consiguió su mejor resultado en la Superliga con un 4.º puesto en la temporada 2009/10 y se clasificó para la UEFA Europa League por primera vez. Actualmente el equipo es dirigido por Nevil Dede.

## Estadio
El equipo juega actualmente sus partidos como local en el estadio Laçi, que tiene capacidad para unos 11 000 espectadores. Tras una gran temporada 2009/10 la directiva del club decidió reconstruir el estadio para conseguir la licencia de la UEFA para jugar los partidos como local de la Europa League en su estadio. El equipo instaló unos 5000 asientos de plástico en la grada «Karshi».

## Datos del club
- Temporadas en Primera División: 19
- Mayor victoria conseguida: K. F. Laçi 7 - 0 KS Albpetrol Patos, 27 de septiembre de 1994
- Mayor victoria de visitante: Shkumbini Peqin 2 - 5 K. F. Laçi, 11 de marzo de 2011 
  - En campeonatos nacionales: K. F. Laçi 7 - 0 KS Albpetrol Patos, 27 de septiembre de 1994
  - En torneos internacionales: Ninguna
- Peor derrota: K. F. Laçi 1 - 7 Vllaznia Shkodër, 18 de diciembre de 2004
- Peor derrota de visitante: Vllaznia Shkodër 5 - - K. F. Laçi, 5 de marzo de 2005  
  - En campeonatos nacionales: K. F. Laçi 1 - 7 Vllaznia Shkodër, 18 de diciembre de 2004
  - En torneos internacionales:  FC Dnepr Mogilev 7 - 1 K. F. Laçi, 8 de julio de 2010

## Palmarés
- Copa de Albania: 2

2013, 2015
- Supercopa de Albania: 1

2015
- Kategoria e Parë: 2

2004, 2009

## Participación en competiciones de la UEFA
| Competicion UEFA | Competicion UEFA         | Competicion UEFA | Competicion UEFA      | Competicion UEFA | Competicion UEFA | Competicion UEFA |
| Temporada        | Torneo                   | Ronda            | Club                  | Casa             | Visita           | Global           |
| ---------------- | ------------------------ | ---------------- | --------------------- | ---------------- | ---------------- | ---------------- |
| 2010-11          | UEFA Europa League       | Clasificatoria 1 | Dnepr Mogilev         | 1–1              | 1–7              | 2–8              |
| 2013-14          | UEFA Europa League       | Clasificatoria 1 | Differdange 03        | 1–2              | 0–1              | 1–3              |
| 2014–15          | UEFA Europa League       | Clasificatoria 1 | Rudar Velenje         | 1–1              | 1–1              | 2–2 (pen.)       |
| 2014–15          | UEFA Europa League       | Clasificatoria 2 | FC Zorya Lugansk      | 0–3              | 1–2              | 1–5              |
| 2015–16          | UEFA Europa League       | Clasificatoria 1 | Inter Baku            | 1–1              | 0–0              | 1–1 (a)          |
| 2018–19          | UEFA Europa League       | Clasificatoria 1 | Anorthosis Famagusta  | 1–0              | 1–2              | 2–2 (a)          |
| 2018–19          | UEFA Europa League       | Clasificatoria 2 | Molde                 | 0–2              | 0–3              | 0–5              |
| 2019–20          | UEFA Europa League       | Clasificatoria 1 | Hapoel Be'er Sheva    | 1–1              | 0–1              | 1–2              |
| 2020-21          | UEFA Europa League       | Clasificatoria 1 | Keshla                | –                | 0–0              | 0–0 (5:4 pen.)   |
| 2020-21          | UEFA Europa League       | Clasificatoria 2 | Hapoel Be'er Sheva    | –                | 1–2              | 1–2              |
| 2021-22          | Europa Conference League | Clasificatoria 1 | Podgorica             | 3–0              | 0–1              | 3–1 (t. s.)      |
| 2021-22          | Europa Conference League | Clasificatoria 2 | Universitatea Craiova | 1–0              | 0–0              | 1–0              |
| 2021-22          | Europa Conference League | Clasificatoria 3 | Anderlecht            | 0–3              | 1–2              | 1–5              |
| 2022-23          | Europa Conference League | Clasificatoria 1 | Iskra                 | 0-0              | 1-0              | 1-0              |
| 2022-23          | Europa Conference League | Clasificatoria 2 | FC Petrocub Hîncești  | 1-4              | 0-0              | 1-4              |

## Jugadores y cuerpo técnico

### Jugadores destacados
- Julian Brahja
- Ergys Buliq
- Edmond Dalipi
- Edmond Dosti
- Gzim Ferati
- Julian Gjeloshi
- Kreshnik Ivanaj
- Akil Jakupi
- Kelvin Jushi
- Alket Kruja
- Orges Lini
- Ervin Llani
- Rezart Maho
- Julian Malo
- Elton Muçollari
- Ismet Munishi
- Alban Neziri
- Arlind Nora
- Leonard Perloshi
- Andi Rënxa
- Taulant Sefgjini
- Renato Sula
- Alsid Tafili
- Eduart Tanushaj
- Sokol Toma
- Dragan Trajkovic
- Erjon Xhafa
- Saimir Xhetani
- Kléber
- James Osusi
- Charles Udeke

### Mercado de pases
| Gastos: € 0 |

| Incorporaciones | Incorporaciones        | Incorporaciones | Incorporaciones      | Incorporaciones | Incorporaciones | Incorporaciones |
| Dorsal          | Jugador                | Posición        | Procedencia          | Tipo            | Costo           | Nota            |
| Verano          | Verano                 | Verano          | Verano               | Verano          | Verano          | Verano          |
| --------------- | ---------------------- | --------------- | -------------------- | --------------- | --------------- | --------------- |
| 12              | Klevis Hasanbelli      | Portero         | Turbina Cërrik       | Libre.          | € 0             |                 |
| 2               | Jon Mersinaj           | Defensa         | Lokomotiva           | Cesión.         | € 0             |                 |
| 26              | Sebastián Toro         | Defensa         | Agente libre.        | Libre.          | € 0             |                 |
| --              | Erion Hoxhallari       | Defensa         | Tirana               | Cesión.         | € 0             |                 |
| --              | Marko Radas            | Defensa         | Skënderbeu Korçë     | Cesión.         | € 0             |                 |
| 6               | Ardit Deliu            | Mediocampista   | Hajduk Split         | Libre.          | € 0             |                 |
| 7               | Endri Hadroj           | Mediocampista   | Cantera              | Promoción.      | € 0             |                 |
| 10              | Bojan Najdenov         | Mediocampista   | Esteghlal Tehran     | Libre.          | € 0             |                 |
| 23              | Nikola Eller           | Mediocampista   | Hrvatski Dragovoljac | Libre.          | € 0             |                 |
| 28              | Julian Ferro           | Mediocampista   | Apolonia Fier        | Libre.          | € 0             |                 |
| --              | Serxho Ujka            | Mediocampista   | Shënkolli            | Fin de cesión.  | € 0             |                 |
| 9               | Marjan Altiparmakovski | Delantero       | Sarajevo             | Libre.          | € 0             |                 |
| 20              | Elvi Berisha           | Delantero       | Leganés "B"          | Libre.          | € 0             |                 |
| 21              | Erisildo Smaçi         | Delantero       | Shëkolli             | Fin de cesión.  | € 0             |                 |
| 22              | Albin Berisha          | Delantero       | Kukësi               | Libre.          | € 0             |                 |
| 97              | Iván Galić             | Delantero       | Cibalia Vinkovci     | Libre.          | € 0             |                 |
| --              | Xhevahir Sukaj         | Delantero       | Vllaznia Shkodër     | Libre.          | € 0             |                 |
| --              | Vice Kendeš            | Delantero       | Atlantas Klaipėda    | Libre.          | € 0             |                 |
| Invierno        |                        |                 |                      |                 |                 |                 |
| --              | Bandera de ?           |                 | Bandera de ?         | .               |                 |                 |

| Ingresos: € 350.000 |

| Desvinculaciones | Desvinculaciones       | Desvinculaciones | Desvinculaciones     | Desvinculaciones | Desvinculaciones | Desvinculaciones |
| Dorsal           | Jugador                | Posición         | Procedencia          | Tipo             | Costo            | Nota             |
| Verano           | Verano                 | Verano           | Verano               | Verano           | Verano           | Verano           |
| ---------------- | ---------------------- | ---------------- | -------------------- | ---------------- | ---------------- | ---------------- |
| 12               | Elton Vata             | Portero          | Erzeni               | Libre.           | € 0              |                  |
| 2                | Arbri Beqaj            | Defensa          | Flamurtari Vlorë     | Libre.           | € 0              |                  |
| 5                | Harallamb Qaqi         | Defensa          | Kukësi               | Libre.           | € 0              |                  |
| 6                | Amer Duka              | Defensa          | Teuta Durrës         | Libre.           | € 0              |                  |
| 23               | Arbër Shala            | Defensa          | Drita                | Libre.           | € 0              |                  |
| 32               | Bruno Lulaj            | Defensa          | Skënderbeu Korçë     | Fin de cesión.   | € 0              |                  |
| --               | Indrit Prodani         | Defensa          | Hrvatski Dragogoljac | Libre.           | € 0              |                  |
| --               | Erion Hoxhallari       | Defensa          | Tirana               | Fin de cesión.   | € 0              |                  |
| --               | Marko Radas            | Defensa          | Skënderbeu Korçë     | Fin de cesión.   | € 0              |                  |
| 7                | Ansi Nika              | Mediocampista    | Gjilani              | Libre.           | € 0              |                  |
| 13               | Silvio Zogaj           | Mediocampista    | Vllaznia Shkodër     | Libre.           | € 0              |                  |
| 15               | Rudolf Popaj           | Mediocampista    | Burreli              | Libre.           | € 0              |                  |
| 17               | Maicón Esquerda        | Mediocampista    | Agente libre.        | Libre.           | € 0              |                  |
| 59               | Sherif Kallaku         | Mediocampista    | Teuta Durrës         | Libre.           | € 0              |                  |
| 99               | Kejvi Bardhi           | Mediocampista    | Agente libre.        | Libre.           | € 0              |                  |
| --               | Amadou Boiro           | Mediocampista    | Agente libre.        | Libre.           | € 0              |                  |
| 9                | Reginaldo              | Delantero        | Kukësi               | Libre.           | € 0              |                  |
| 10               | Myrto Uzuni            | Delantero        | Lokomotiva           | Traspaso.        | € 350.000        |                  |
| --               | Xhevahir Sukaj         | Delantero        | Agente libre.        | Libre.           | € 0              |                  |
| --               | Vice Kendeš            | Delantero        | Agente libre.        | Libre.           | € 0              |                  |
| Invierno         |                        |                  |                      |                  |                  |                  |
| 9                | Marjan Altiparmakovski | Delantero        | Agente libre.        | Libre.           | € 0              |                  |

| Balance: € 350.000 |

- Actualizado el 1 de enero de 2019

## Entrenadores Desde 1990
- Astrit Maçi (1990-1991)
- Mikel Janku (1992-1993)
- Luigj Dodaj (1993-1994)
- Arben Feshti (1994-1995)
- Kujtim Ceka (1996-1997)
- Luigj Dodaj (1997-1999)
- Luigj Dodaj (2003-2004)
- Ritvan Kulli (2004)
- Hysen Dedja (Sep 2004 – Nov 2004)
- Luan Metani (Nov 2004 – Abr 2005)
- Sinan Bardhi (Abr 2005 -Jul 2006)
- Stavri Nica (Jul 2006 -2007)
- Përparim Daiu (2007-2008)
- Ilir Gjyla (Sep 2008)
- Edi Martini (Sep 2008 – Jun 2009)
- Stavri Nica (Jul 2009 – Jun 2011)
- Nevil Dede (Jul 2011 – Dic 2011)
- Përparim Daiu (Dic 2011 – Ago 2012)
- Stavri Nica (Ago 2012 – Sep 2012)
- Ylber Zani (Sep 2012 – Oct 2012) (interino)
- Ramadan Shehu (Oct 2012 – Ene 2013)
- Stavri Nica (Ene 2013 – Ago 2014)
- Armando Cungu (Ago 2014 - Dic 2015)
- Stavri Nica (Ene 2016 – Mar 2016)
- Eugent Zeka (Mar 2016 - Abr 2016)
- Ramadan Ndreu (Abr 2016 - Dic 2016)
- Marcello Troisi (Jul 2016 - Oct 2016)
- Bledar Sinella (Ene 2017 - Abr 2017)
- Stavri Nica (Abr 2017 – Sep 2017)
- Gentian Mezani (Sep 2017 - Jun 2018)
- Besnik Prenga (Jun 2018 - Ago 2018)
- Artan Mërgjyshi (Ago 2018 - Oct 2018)
- Migen Memelli (Nov 2018 - Dic 2018)[5]
- Besnik Prenga (Dic 2018 - Mar 2019)[6]
- Sulejman Starova (Mar 2019 - Oct 2019)[7]
- Armando Cungu (Oct 2019 - Nov 2020 )
- Stavri Nica (Nov 2020 – Dic 2020)
- Klevis Hima (Dic 2020) (interino)
- Shpëtim Duro (Dic 2020 – Ago 2021)
- Dejan Vukićević (Ago 2021 – Oct 2021)
- Sero Noka (Oct 2021) (interino)
- Mirel Josa (Oct 2021 – Abr 2022)
- Shpëtim Duro (Abr 2022 – Jul 2022)
- Dejan Vukićević (Ago 2021 – )